# روولاند (کارولینای شمالی)
روولاند (به انگلیسی: Rowland) شهری در ایالت کارولینای شمالی کشور ایالات متحده آمریکا است که جمعیت آن در سرشماری سال ۲۰۱۰ میلادی، ۱٬۰۳۷ نفر بوده‌است.